# آمریکای وحشی (فیلم)
آمریکای وحشی (به انگلیسی: Wild America) یک فیلم سینمایی آمریکایی در ژانر کمدی و ماجراجویی محصول سال ۱۹۹۷ میلادی به کارگردانی ویلیام دیر است که توسط دیوید مایکل ویگر نوشته شده و براساس زندگی مستندساز حیات وحش مارت استوفر ساخته شده‌است و با بازی جاناتان تیلور توماس، دونون ساوا و اسکات بیسترو همراه است.

## خلاصه داستان
در تابستان سال ۱۹۶۷ میلادی، سه برادر به نامهای مارشال"،"مارتی" و "مارک" که آرزو دارند به دل طبیعت زده و از زندگی همه حیوانات آمریکا تصویری تهیه کنند. یک تابستان رؤیای آنها به حقیقیت تبدیل می‌شود.